# MTV Europe Music Award al miglior artista svizzero
L'MTV Europe Music Award al miglior artista svizzero (MTV Europe Music Award for Best Swiss Act) è uno dei premi degli MTV Europe Music Awards, che viene assegnato dal 2009.

## Albo d'oro

### Anni 2000
| Anno | Vincitore | Nominati                                              |
| ---- | --------- | ----------------------------------------------------- |
| 2009 | Stress    | - Lovebugs - Phenomden - Blue Cold Ice Creams - Seven |

### Anni 2010
| Anno | Vincitore          | Nominati                                                                     |
| ---- | ------------------ | ---------------------------------------------------------------------------- |
| 2010 | Greiss             | - Baschi - Lunik - Marc Sway - Stefanie Heinzmann                            |
| 2011 | Gimma              | - Adrian Stern - Blue Cold Ice Creams - Myron - TinkaBelle                   |
| 2012 | DJ Antoine         | - 77 Bombay Street - Mike Candys - Remady - Stress                           |
| 2013 | Bastian Baker      | - DJ Antoine - Remady & Manu-L - Steff La Cheffe - Stress                    |
| 2014 | Sinplus            | - Bastian Baker - DJ Antoine - Remady & Manu-L - Mr.Da-Nos & The Product G&B |
| 2015 | Stefanie Heinzmann | - DJ Antoine - Lo & Leduc - Can "Stress" Canaan - 77 Bombay Street           |
| 2016 | Chlyklass          | - Damian Lynn - Nickless - Bastian Baker - Bligg                             |
| 2017 | Mimiks             | - Lo & Leduc - Pegasus - Xen - Züri West                                     |
| 2018 | Loco Escrito       | - Zibbz - Lo & Leduc - Hecht - Pronto                                        |
| 2019 | Loredana           | - Stefanie Heinzmann - Ilira - Monet192 - Faber                              |

### Anni 2020
| Anno | Vincitore    | Nominati                                                  |
| ---- | ------------ | --------------------------------------------------------- |
| 2020 | Loredana     | - Seven - Bligg - Loco Escrito - Pronto                   |
| 2021 | Gjon's Tears | - Arma Jackson - Loredana - Monet192 - Stefanie Heinzmann |
| 2022 | Loredana     | - Patent Ochsner - Marius Bear - Faber - Priya Ragu       |
| 2023 | Gjon's Tears | - Danitsa - KT Gorique - Monet192 - Stress                |
| 2024 | Nemo         | - Benjamin Amaru - Faber - Priya Ragu - Stress            |